# مهرجان كان السينمائي 1951
مهرجان كان السينمائي لعام 1951 هو الدورة الرابعة للمهرجان عُقد في 3 إلى 20 أبريل من عام 1951، فاز كل من فيلم «الآنسة جولي» للمخرج السويدي ألف سوبيرغ، وفيلم «معجزة في ميلانو» للمخرج الإيطالي فيتوريو دي سيكا بالجائزة الكبرى للمهرجان.